# Megalokhóri
Megalokhóri (Μεγαλοχώρι, latinos átírással Megalochori) a görögországi Methana-félsziget egyik települése, a vulkanikus eredetű félsziget nyugati részén. Mintegy 3 kilométerre található a félsziget legnagyobb településétől, Methana várostól. Közigazgatásilag közös önkormányzatiság alá tartozik a félsziget falvai közül Megalokhóri, Vathü (Vathy), Kameni Hora és Megalo Potami, a négy település közös irányításának székhelye Megalokhóriban található.
A falu közelében található az ősi methanai akropolisz, melyről Pauszaniasz Periégétész ókori utazó és földrajztudós is beszámolt. A település egy ideig a Katoundi Imati nevet is viselte, mely albán nyelven nagy méretű falut jelent.

## Népességének alakulása
| Év   | Település lélekszáma | Közösség lélekszáma |
| ---- | -------------------- | ------------------- |
| 1981 | -                    | 437                 |
| 1991 | 226                  | -                   |
| 2001 | 167                  | 413                 |
| 2011 | 115                  | 290                 |

## Fordítás
- Ez a szócikk részben vagy egészben  a   Megalochori, Methana című angol Wikipédia-szócikk fordításán alapul.  Az eredeti cikk szerkesztőit annak laptörténete sorolja fel. Ez a jelzés csupán a megfogalmazás eredetét és a szerzői jogokat jelzi, nem szolgál a cikkben szereplő információk forrásmegjelöléseként.